# Municipalité de San Luis del Cordero
San Luis del Cordero est l'une des 39 municipalités de l'état de Durango au nord-ouest du Mexique. Le chef-lieu se trouve dans la ville de San Luis del Cordero. La municipalité couvre une superficie de 543,9 km2.
En 2010, la municipalité avait une population totale de 2 181 habitants, contre 2 013 habitants en 2005.

En 2010, la ville de San Luis del Cordero avait une population de 1 584 habitants. La municipalité compte 16 localités, dont aucun n'avait une population de plus de 1 000 habitants excepté San Luis del Cordero.